# ブロードキャスティング・ハウス
ブロードキャスティング・ハウス（英: Broadcasting House）は、英国放送協会（BBC）の本社である。ロンドンのポートランド・プレイス（Portland Place）とランガム・プレイス（Langham Place）に立地する。この建物からの最初のラジオ放送は1932年3月15日に行われ、同年5月15日に正式に開局した。本館はアール・デコ様式で、イギリスの第二*級指定建築物である。

## 概説

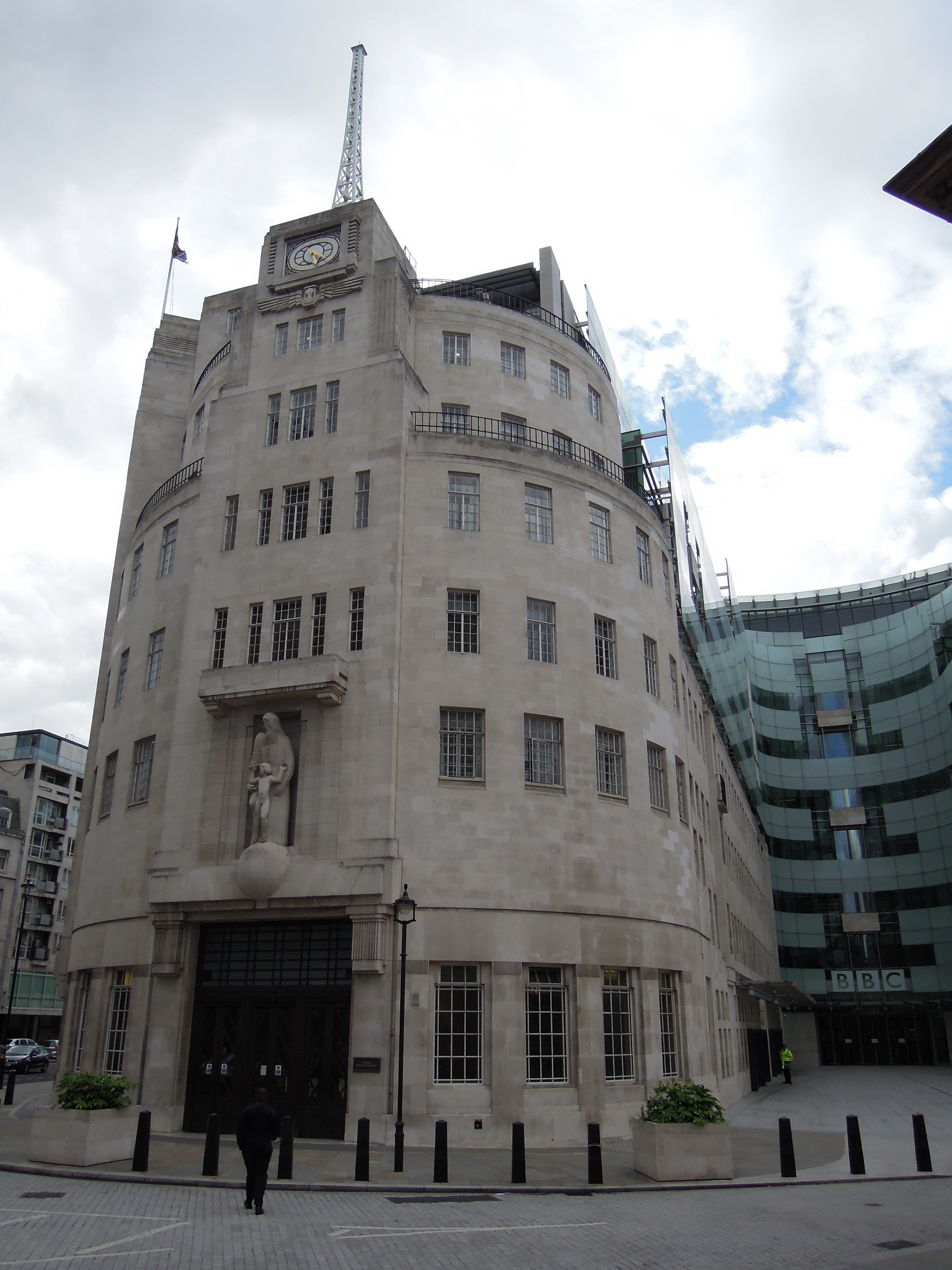
アールデコ様式の本館

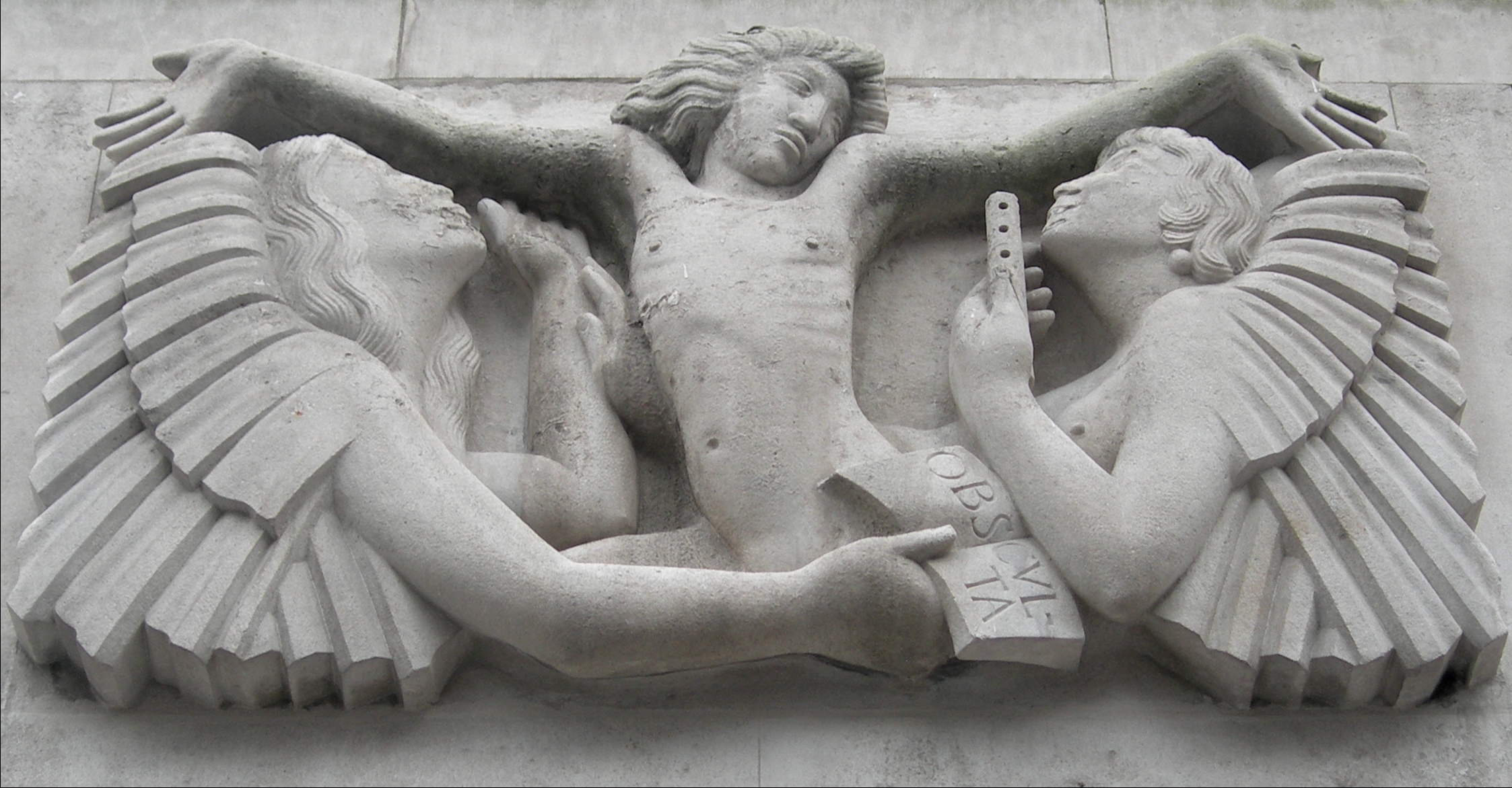
エリック・ギル作のレリーフ Ariel between Wisdom and Gaiety

本館は1928年に着工され、BBCのラジオ部門は徐々にこのビルに移された。1932年3月15日、ヘンリー・ホールとBBCダンス・オーケストラによる最初の音楽番組が放送された。ホールはまた、BBCの番組情報誌の名前である『ラジオ・タイムズ』にちなんだタイトルの楽曲と演奏を彼のダンスバンドで行った。
ブロードキャスティング・ハウスは何回も拡張・改築され、BBCのロンドン周辺施設の統合の一環として、建物の東側にあった増築部分を取り壊し、2005年に新館に建て替えられた。この棟は2012年に、BBCラジオ1のディスクジョッキーにちなんでジョン・ピール・ウィングと名付けられた。BBCロンドン、BBCアラビア、BBCペルシャは新館に入居しており、BBCラジオ1とBBCラジオ1Xtraの入口もここにある。
本館は改装され、後部に増築を行った。BBCラジオ3、BBCラジオ4、BBCラジオ4 Extra、BBCワールドサービスは、建物内の改装されたスタジオに移りました。増築部分は旧館とジョン・ピール・ウィングを結び、ニュースのための新しいニュースルームを含み、BBCニュースチャンネル、BBCワールドニュース、その他のニュース番組用のスタジオを備えている。西ロンドンのBBCテレビジョンセンターからのニュース業務の移転は2013年3月に完了した。
2013年6月7日、エリザベス2世が正式なオープンセレモニーに出席した。

## リノベーション
2003年からは大規模な改修が行われ、BBCの多くの部門を新しい増築部分に統合することを目的としている。BBCラジオの全国放送の多くもこの建物から放送されている。ただし、BBCラジオ5ライブと5スポーツエクストラはサルフォード・キーズのメディアシティUKに移転し、BBCラジオ2とBBCラジオ6ミュージックは改装のために2006年に隣接するビルの新しいスタジオに移転している。

## ジョージ・オーウェル
BBCの歴史の責任者であるロバート・シーターは、ジョージ・オーウェルが小説『1984年』の中で、「小説に出てくる悪名高い101号室を、BBC在職中に働いていた部屋の基にしたと言われている」と述べている。
2017年11月7日、ブロードキャスティングハウスの外にオーウェル像が設置され、除幕された。像の背後の壁には、「もし自由が何かを意味するならば、それは人々が聞きたくないことを伝える権利を意味する」という言葉が刻まれている。これは、彼が提案した『動物農場』の序文の言葉であり、開かれた社会における言論の自由の理念の叫びである。